# Ruskovce (Bánovce nad Bebravou)
Ruskovce (ungarisch Bánruszkóc) ist eine Gemeinde im Westen der Slowakei mit 518 Einwohnern (Stand 31. Dezember 2024), die zum Okres Bánovce nad Bebravou, einem Teil des Trenčiansky kraj, gehört.

## Geographie
Die Gemeinde befindet sich im nordwestlichen Teil des Hügellands Nitrianska pahorkatina innerhalb des slowakischen Donautieflands, auf einem breiten Rücken am Zusammenfluss von Hradniansky potok und Svinica. Das Ortszentrum liegt auf einer Höhe von 227 m n.m. und ist siebeneinhalb Kilometer von Bánovce nad Bebravou entfernt.
Nachbargemeinden sind Dežerice im Norden, Bánovce nad Bebravou  im Osten und Südosten, Veľké Držkovce im Süden und Malá Hradná im Westen.

## Geschichte
Ruskovce wurde zum ersten Mal 1329 als Rwzk schriftlich erwähnt und war Besitz von niederadeligen Familien Pagan, Stolocky, Henc und Sirmiensis. Unweit des Dorfes stehen Ruinen einer mittelalterlichen Burgstätte aus dem 13. Jahrhundert. 1598 standen im Ort 11 Häuser, 1784 hatte die Ortschaft 18 Häuser, 34 Familien und 163 Einwohner. 1828 zählte man 11 Häuser und 72 Einwohner, die als Landwirte beschäftigt waren.
Bis 1918 gehörte der im Komitat Trentschin liegende Ort zum Königreich Ungarn und kam danach zur Tschechoslowakei beziehungsweise heute Slowakei.

## Bevölkerung
| Jahr                | 1994 | 2004    | 2014    | 2024    |
| ------------------- | ---- | ------- | ------- | ------- |
| Anzahl der Personen | 531  | 532     | 513     | 518     |
| Unterschied         |      | +0,18 % | −3,57 % | +0,97 % |

| Jahr                | 2023 | 2024    |
| ------------------- | ---- | ------- |
| Anzahl der Personen | 521  | 518     |
| Unterschied         |      | −0,57 % |

Nach der Volkszählung 2011 wohnten in Ruskovce 510 Einwohner, davon 493 Slowaken und zwei Tschechen. 15 Einwohner machten keine Angabe zur Ethnie.
438 Einwohner bekannten sich zur römisch-katholischen Kirche, 22 Einwohner zur Evangelischen Kirche A. B., drei Einwohner zu den Siebenten-Tags-Adventisten, zwei Einwohner zur griechisch-katholischen Kirche und ein Einwohner zur evangelisch-methodistischen Kirche. 24 Einwohner waren konfessionslos und bei 20 Einwohnern wurde die Konfession nicht ermittelt.